# Heteropoda pilata
Espèce
Heteropoda pilata est une espèce d'araignées aranéomorphes de la famille des Sparassidae.

## Distribution
Cette espèce est endémique de la province de Mae Hong Son en Thaïlande,. Elle se rencontre vers Mae Sariang.

## Description
La femelle holotype mesure 12,3 mm.

## Systématique et taxinomie
Cette espèce a été décrite par Korai et Jäger en 2024.

## Publication originale
- Korai & Jäger, 2024 : « Five new species of Heteropoda Latreille, 1804 spiders (Araneae: Sparassidae) from Southeast Asia. » Zootaxa, no 5481(2), p. 241-259.